# Похович Сергій Богданович
Сергі́й Богда́нович Похо́вич, псевдо — Сєдой (14 вересня 1970 року, с. Новогригорівка Перша, Долинський район, Кіровоградська область — 13 серпня 2020 року, с. Водяне, Ясинуватський район, Донецька область) — старший сержант 42-го окремого мотопіхотного батальйону «Рух Опору» 57-ї окремої мотопіхотної бригади ім. Кошового Отамана Костя Гордієнка Збройних сил України, учасник російсько-української війни.

## Із життєпису
Учасник Антитерористичної операції на сході України та Операції об'єднаних сил на території Луганської та Донецької областей від 2014 року.
На фронті з 2014 року, з 2016 року — розвідник 42 окремого мотопіхотного батальйону. Неодноразово повертався з небезпечних завдань, має державні нагороди.
Загинув внаслідок підриву транспортного засобу на невідомому вибуховому пристрої біля с. Водяне Ясинуватського району Донецької області. Ще один військовий отримав поранення.
Похований 15 серпня 2020 року в Новогригорівці Першій. Залишились донька та син, обоє — військовослужбовці Збройних сил України та батько.